# Henrik Norlén
Johan Henrik Norlén (Karlstad, 2 de setembro de 1970) é um ator sueco.

## Biografia
Henrik Norlén nasceu a 2 de setembro de 1970, em Karlstad, mas cresceu em Gotemburgo e atualmente vive em Estocolmo.
Entrou na Academia de Teatro em Estocolmo (Teaterhögskolan i Stockholm) em 1998, tendo-se formado em 2002.
Interpretou mais de 40 papéis na televisão e no cinema, em produções como Skeppsholmen (2002-2004), Coachen (2005), August (2007) a série cinematográfica Johan Falk (2009-2015), Morden (2009), Gränsen (2011), Stockholm-Östra (2011), En gång i Phuket (2011), Arne Dahl: De största vatten (2012), En pilgrims död (2013), Fröken Frimans krig (2013-2014), Tjockare än vatten (2014), Den fjärde mannen (2014-2015), Min lilla syster (2015) e Glada hälsningar från Missångerträsk (2015). E, também, fez várias interpretações em teatro, tendo atuado em locais como o Teatro de Västanå, o Teatro Nacional Sueco e o Teatro Municipal de Estocolmo.
O seu grande papel na televisão, como parte do elenco principal, veio com a interpretação do detetive Ingvar Nyman na série Modus, cuja primeira temporada foi um sucesso na Suécia com cerca de um milhão de telespectadores, estando renovada para uma segunda temporada.

## Filmografia

### Séries televisivas
| Ano       | Título                       | Papel             | Nota                           |
| --------- | ---------------------------- | ----------------- | ------------------------------ |
| 1997      | Skilda världar               | Tony Lindberg     |                                |
| 1997      | Rederiet                     | Empregado de mesa | Não creditado                  |
| 2002      | Det brinner!                 | Reine Larsson     | Minissérie, 2 episódios        |
| 2002-2004 | Skeppsholmen                 | Johan Eldh        | Elenco principal; 40 episódios |
| 2005      | Coachen                      | Pelle             | Minissérie, 3 episódios        |
| 2009      | Oskyldigt dömd               | Erik Sundin       | 1 episódio                     |
| 2009      | Morden                       | David Lundström   | Minissérie, 4 episódios        |
| 2010      | Våra vänners liv             | Henrik            | 1 episódio                     |
| 2011      | Stockholm-Båstad             | Marcus            | Minissérie, 1 episódio         |
| 2012      | Arne Dahl: De största vatten | Dag Lundmark      | Minissérie, 2 episódios        |
| 2013      | Energina                     | Harry             |                                |
| 2013      | En pilgrims död              | Lewin             | Minissérie, 4 episódios        |
| 2013      | Wallander                    | Johan Hermansson  | 1 episódio                     |
| 2013      | Der Kommissar und das Meer   | Edvin Lundberg    | 2 episódios                    |
| 2013-2014 | Fröken Frimans krig          | O chefe           | 2 episódios                    |
| 2014      | Tjockare än vatten           | Bjarne            | 10 episódios                   |
| 2014-2015 | Den fjärde mannen            | Lewin             | Minissérie, 3 episódios        |
| 2015-2017 | Modus                        | Ingvar Nyman      | Elenco principal, 8 episódios  |
| 2016      | Beck                         | Hans Wikstrand    | 1 episódio                     |
| 2016      | Maria Wern                   | CG                | 1 episódio                     |
| 2016      | Syrror                       | Max Hansen        | Minissérie, 2 episódios        |

### Longas-metragens
| Ano  | Título                                           | Papel               | Nota                       |
| ---- | ------------------------------------------------ | ------------------- | -------------------------- |
| 2006 | Cuppen                                           | Frank               | Telefilme                  |
| 2006 | Exit                                             | Åke                 |                            |
| 2007 | August                                           | Carl Gustav Wrangel |                            |
| 2009 | Crushed                                          | Ray                 |                            |
| 2009 | Johan Falk: GSI - Gruppen för särskilda insatser | Lasse Karlsson      |                            |
| 2009 | Johan Falk: Vapenbröder                          | Lasse Karlsson      | Vídeo                      |
| 2009 | Johan Falk: National Target                      | Lasse Karlsson      | Vídeo                      |
| 2009 | Johan Falk: Leo Gaut                             | Lasse Karlsson      | Vídeo                      |
| 2009 | Johan Falk: Operation Näktergal                  | Lasse Karlsson      | Vídeo                      |
| 2009 | Johan Falk: De fredlösa                          | Lasse Karlsson      | Vídeo                      |
| 2010 | Olycksfågeln                                     | Ola                 | Telefilme                  |
| 2010 | Du Sköna                                         | Torsk               |                            |
| 2011 | Juni                                             | Paul                |                            |
| 2011 | Gränsen                                          | Wicksell            |                            |
| 2011 | Stockholm Östra                                  | Anders              |                            |
| 2011 | En gång i Phuket                                 | Johan Påhlman       |                            |
| 2012 | Johan Falk: Spelets regler                       | Lasse Karlsson      | Vídeo                      |
| 2012 | Johan Falk: Kodnamn: Lisa                        | Lasse Karlsson      |                            |
| 2013 | Återträffen                                      | Henrik              |                            |
| 2013 | Hotell                                           | Peter               |                            |
| 2013 | Fjällbackamorden: Havet ger, havet tar           | Bosse L             | Telefilme                  |
| 2015 | Min lilla syster                                 | Lasse               |                            |
| 2015 | Johan Falk: Ur askan i elden                     | Lasse Karlsson      | Vídeo; não creditado (voz) |
| 2015 | Johan Falk: Lockdown                             | Lasse Karlsson      | Vídeo                      |
| 2015 | Glada hälsningar från Missångerträsk             | Tomas               |                            |